# Landkreis Ratibor

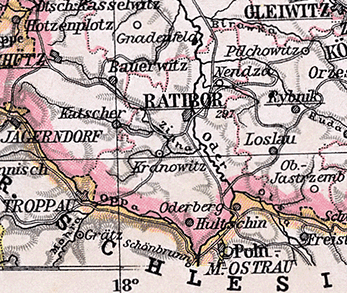
Der Landkreis Ratibor auf einer Karte von 1905

Der Landkreis Ratibor war ein preußischer Landkreis in Schlesien, der von 1743 bis 1945 bestand. Seine Kreisstadt war die Stadt Ratibor, die seit 1903 einen eigenen Stadtkreis bildete. Das ehemalige Kreisgebiet liegt heute in der polnischen Woiwodschaft Schlesien sowie in der Mährisch-Schlesischen Region in Tschechien.

## Verwaltungsgeschichte

### Königreich Preußen
Nach der Eroberung des größten Teils von Schlesien wurden von König Friedrich II. 1742 in Niederschlesien und 1743 auch in Oberschlesien preußische Verwaltungsstrukturen eingeführt. Dazu gehörte die Einrichtung zweier Kriegs- und Domänenkammern in Breslau und Glogau sowie deren Gliederung in Kreise und die Einsetzung von Landräten. Die Ernennung der Landräte in den oberschlesischen Kreisen erfolgte auf einen Vorschlag des preußischen Ministers für Schlesien Ludwig Wilhelm von Münchow hin, dem Friedrich II. im Februar 1743 zustimmte.
Aus dem Fürstentum Ratibor, einem der schlesischen Teilfürstentümer, wurde der Kreis Ratibor gebildet. Erster Landrat des Kreises Ratibor wurde Carl Joseph von Schimonsky. Der Kreis unterstand zunächst der Kriegs- und Domänenkammer Breslau und wurde im Zuge der Stein-Hardenbergischen Reformen dem Regierungsbezirk Oppeln der Provinz Schlesien zugeordnet.
Bei der Kreisreform vom 1. Januar 1818 im Regierungsbezirk Oppeln wurden die Kreisgrenzen in großem Umfang geändert:
- Das Hultschiner Ländchen mit der Stadt Hultschin sowie den Flecken Beneschau und Zauditz und ihrem Umland wechselte aus dem Kreis Leobschütz in den Kreis Ratibor.
- Die Ortschaften Annaberg, Belschnitz, Groß Gorschütz, Klein Gorschitz, Odrau, Olsau, Ulchisko und Zabelkau wechselten aus dem Kreis Pleß in den Kreis Ratibor.
- Die Dörfer Autischkau, Dobischau, Dobroslawitz, Matzkirch und Warmunthau wechselten aus dem Kreis Ratibor in den Kreis Cosel.
- Die Städte Rybnik und Sohrau wechselten mitsamt ihrem Umland aus dem Kreis Ratibor in den neuen Kreis Rybnik.

### Norddeutscher Bund/Deutsches Reich
Seit dem 1. Juli 1867 gehörte der Kreis zum Norddeutschen Bund und ab dem 1. Januar 1871 zum Deutschen Reich. Mit dem 1. April 1903 schied die Stadt Ratibor aus dem Kreis Ratibor aus und bildete einen eigenen Stadtkreis. Der Kreis Ratibor wurde seitdem als Landkreis bezeichnet. Am 1. April 1910 wurden die Landgemeinde und der Gutsbezirk Plania aus dem Landkreis Ratibor in den Stadtkreis Ratibor eingemeindet.
Zum 8. November 1919 wurde die Provinz Schlesien aufgelöst und aus dem Regierungsbezirk Oppeln wurde die neue Provinz Oberschlesien gebildet. Durch den Versailler Vertrag wurde das Hultschiner Ländchen am 10. Januar 1920 vom Deutschen Reich abgetrennt und ohne Volksabstimmung der Tschechoslowakei zugeschlagen. Bei der Volksabstimmung in Oberschlesien am 20. März 1921 votierten im Landkreis Ratibor 58,7 % der Wähler für den Verbleib bei Deutschland und 41,3 % für eine Abtretung an Polen. Durch die anschließenden Beschlüsse der Pariser Botschafterkonferenz musste 1922 der Südosten des Landkreises mit insgesamt 21 Landgemeinden an Polen abgetreten werden.
Mit Wirkung vom 1. Januar 1927 erfolgten weitere Grenzänderungen:
- Die Landgemeinden bzw. Gutsbezirke Barglowka, Groß Rauden, Gurek, Jankowitz-Rauden, Klein Rauden, Rennersdorf, Stanitz und Stodoll aus dem aufgelösten Restkreis Rybnik wurden in den Landkreis Ratibor eingegliedert.
- Die Landgemeinden bzw. Gutsbezirke Dollendzin, Ehrenfeld, Habicht und Mosurau wechselten aus dem Kreis Cosel in den Landkreis Ratibor.
- Die Landgemeinden Ostrog und Studzienna wurden in den Stadtkreis Ratibor eingemeindet.

Ende der 1920er Jahre fand im Kreis Ratibor wie im übrigen Freistaat Preußen eine Gebietsreform statt, bei der bis auf zwei Forstgutsbezirke alle Gutsbezirke aufgelöst und benachbarten Landgemeinden zugeteilt wurden.

### Nach dem Münchner Abkommen
Am 1. April 1938 wurden die preußischen Provinzen Niederschlesien und Oberschlesien zur neuen Provinz Schlesien zusammengeschlossen. Zum 15. April 1939 wurde das „Hultschiner Ländchen“ aus den sudetendeutschen Gebieten wieder in den Landkreis Ratibor eingegliedert. Am 20. November 1939 wurde auch der 1922 an Polen abgetretenen Teil des Landkreises Ratibor östlich des Unterlaufs der Oder in den Landkreis Ratibor völkerrechtswidrig eingegliedert. Damit entsprach die Außengrenze des Landkreises Ratibor wieder der von 1919. Zum 18. Januar 1941 wurde die Provinz Schlesien erneut aufgelöst und aus den Regierungsbezirken Kattowitz und Oppeln die neue Provinz Oberschlesien gebildet.
Im Frühjahr 1945 wurde das Kreisgebiet von der Roten Armee besetzt. Das Hultschiner Ländchen wurde wieder Teil der Tschechoslowakei. Das restliche Gebiet wurde unter polnische Verwaltung gestellt und ist heute Staatsgebiet der Republik Polen. Die Mehrheit der deutschsprachigen Bevölkerung wurde nach 1945 vertrieben.

## Einwohnerentwicklung
| Jahr | Einwohner | Quelle |
| ---- | --------- | ------ |
| 1795 | 44.195    | [ 10 ] |
| 1819 | 50.147    | [ 11 ] |
| 1846 | 92.136    | [ 12 ] |
| 1871 | 116.517   | [ 13 ] |
| 1885 | 130.442   | [ 14 ] |
| 1900 | 147.328   | [ 15 ] |
| 1910 | 118.923   | [ 15 ] |
| 1925 | 59.281    | [ 16 ] |
| 1933 | 61.048    | [ 16 ] |
| 1939 | 115.182   | [ 16 ] |

Bei der Volkszählung von 1910 bezeichneten sich 48 % der Einwohner des Landkreises Ratibor als rein polnischsprachig und 11 % als rein deutschsprachig. 99 % der Einwohner waren 1910 katholisch und 1 % evangelisch.

## Landräte
1743–175900Carl Joseph von Schimonsky
1759–176300Carl Erdmann von Lichnowsky und Woschtitz
1763–179800Johann Heinrich von Wrochem
1798–181600Gustav Gottlob von Wrochem
1816–184000Adam Johann Gottlob von Wrochem
1840–184100Heinrich Alexander Robert von Wrochem
1841–184200Louis von Reichenbach
1842–185100Carl Albert Wichura († 1862)
18510000000Wilhelm von Wrochem (vertretungsweise)
1851–185500Oscar von Elsner (1822–1882)
1855–186900Eugen von Selchow (1828–1897)
1870–190000Max von Pohl († 1905)
1900–191400August Wellenkamp
1914–192200Hugo Swart (1885–1952)
1922–192500Artur Finger (* 1878)
1925–193300Alfons Schmidt
1933–193700Walther Duczek
1937–194400Ferdinand Hütteroth
1944–194500Schweiger (vertretungsweise)

## Kommunalverfassung
Der Kreis Ratibor gliederte sich seit dem 19. Jahrhundert in die Städte Hultschin und Ratibor, in Landgemeinden und in Gutsbezirke. Mit Einführung des preußischen Gemeindeverfassungsgesetzes vom 15. Dezember 1933 sowie der Deutschen Gemeindeordnung vom 30. Januar 1935 wurde zum 1. April 1935 das Führerprinzip auf Gemeindeebene durchgesetzt. Nach dem Überfall auf Polen wurde auch in den Gemeinden des Kreises Rybnik, die in den Landkreis Ratibor eingegliedert worden waren, am 26. Januar 1940 die im Altreich gültige Deutsche Gemeindeordnung vom 30. Januar 1935 geltendes Recht. Eine neue Kreisverfassung wurde nicht mehr geschaffen; es galt weiterhin die Kreisordnung für die Provinzen Ost- und Westpreußen, Brandenburg, Pommern, Schlesien und Sachsen vom 19. März 1881.

## Gemeinden
Die folgenden Gemeinden bildeten das sogenannte Hultschiner Ländchen und gehörten zum Landkreis Ratibor, bis sie 1920 an die Tschechoslowakei fielen:
- Antoschowitz
- Beneschau
- Bielau
- Bobrownik
- Bolatitz
- Buslawitz
- Deutsch Krawarn
- Ellguth-Hultschin
- Groß Darkowitz
- Groß Hoschütz
- Haatsch
- Hoschialkowitz
- Hultschin, Stadt
- Kauthen
- Klebsch
- Klein Darkowitz
- Klein Hoschütz
- Köberwitz
- Koblau
- Kosmütz
- Kuchelna
- Ludgerstal
- Markersdorf
- Odersch
- Oppau
- Petershofen
- Rohow
- Sandau
- Schepankowitz
- Schillersdorf
- Schlausewitz
- Schreibersdorf
- Strandorf
- Thröm
- Weidental
- Wreschin
- Zauditz
- Zawada

Die folgenden Gemeinden aus dem Südosten des Landkreises Ratibor fielen 1922 an Polen:
- Adamowitz
- Belschnitz
- Bluschau
- Bogunitz
- Bukau
- Ellguth-Tworkau
- Groß Gorschütz
- Hohenbirken
- Kamin
- Klein Gorschütz
- Kornowatz
- Lubom
- Niebotschau
- Odrau
- Olsau
- Pogrzebin
- Raschütz
- Rogau
- Syrin
- Uhilsko
- Wilhelmstal

Die folgenden Gemeinden gehörten 1936 zum Landkreis Ratibor:
- Annaberg
- Babitz
- Barglowka
- Benkowitz
- Bojanow
- Boleslau
- Borutin
- Bresnitz
- Buchenau
- Bukau
- Czerwentzütz
- Dollendzin
- Ehrenfeld
- Gammau
- Gregorsdorf
- Groß Peterwitz
- Groß Rauden
- Gurek
- Habicht
- Herzoglich Ellguth
- Herzoglich Zawada
- Jankowitz-Rauden
- Janowitz
- Klein Peterwitz
- Klein Rauden
- Kornitz
- Kranowitz
- Kreuzenort
- Lassoky
- Lassoky
- Lekartow
- Leng
- Lubowitz
- Makau
- Markowitz
- Mosurau
- Niedane
- Ober Ottitz
- Owschütz
- Pawlau
- Ponientzütz
- Preußisch Krawarn
- Ratiborhammer
- Ratsch
- Rennersdorf
- Roschkau
- Ruda
- Ruderswald
- Rudnik
- Schammerwitz
- Schardzin
- Schichowitz
- Schonowitz
- Schymotschütz
- Silberkopf
- Slawikau
- Solarnia
- Stanitz
- Stodoll
- Sudoll
- Tworkau
- Wellendorf
- Woinowitz
- Zabelkau

Im Landkreis lagen außerdem die beiden Forstgutsbezirke Groß Rauden und Ratiborhammer.
Eingemeindungen bis 1939
- Altendorf, am 1. Juli 1902 zu Ratibor
- Annaberg, am 1. April 1939 zu Ruderswald
- Bosatz, am 1. Mai 1900 zu Ratibor
- Budzisk, am 31. August 1928 zu Ratiborhammer
- Czyprzanow, am 18. August 1928 zu Janowitz
- Ehrenfeld, am 1. April 1937 zu Mosern
- Ganjowitz, am 30. September 1928 zu Gregorsdorf
- Gregorsowitz, am 30. September 1928 zu Gregorsdorf
- Henneberg, 1893 zu Bolatitz
- Langendorf, am 10. Juli 1911 zu Hultschin
- Leng, am 1. April 1938 zu Rainfelde
- Ostrog, am 1. Januar 1927 zu Ratibor
- Plania, am 1. April 1910 zu Ratibor
- Proschowitz, am 1. Juli 1902 zu Ratibor
- Rennersdorf, am 1. April 1937 zu Groß Rauden
- Schurgersdorf (Zabelkau), am 1. April 1939 zu Ruderswald
- Studzienna, am 1. Januar 1927 zu Ratibor
- Weidenmoor (Lassoky), am 1. April 1939 zu Bergkirch

## Ortsnamen
Bereits vor dem Ersten Weltkrieg wurden mehrere Gemeinden des Landkreises umbenannt:
- Brzesnitz → Bresnitz  (1910)
- Brzezie → Hohenbirken (1906)
- Kobilla → Wilhelmstal (1906)
- Ludgierzowitz → Ludgerstal (1907)
- Marquartowitz → Markersdorf (1907)
- Nendza  → Buchenau (1914)
- Petrzkowitz → Petershofen (1907)
- Pyschcz → Sandau (1910)
- Szczepankowitz → Schepankowitz (1908)
- Thurze → Wellendorf (1911)
- Wrbkau → Weidental (1908)
- Wrzessin → Wreschin (1909)
- Zabrzeh → Oppau (1910)

Im Jahre 1936 wurden im Landkreis zahlreiche Gemeinden umbenannt:
- Babitz → Jungbirken
- Barglowka → Bergwalde
- Benkowitz → Berendorf
- Bojanow → Kriegsbach
- Boleslau → Bunzelberg
- Borutin → Streitkirch
- Bresnitz → Eichendorffmühl
- Czerwentzütz → Rotental
- Dollendzin → Ludwigsthal
- Gurek → Waldeck
- Herzoglich Zawada → Rainfelde
- Jankowitz-Rauden → Rodenbach
- Janowitz → Janken
- Kranowitz → Kranstädt
- Lassoky → Weidenmoor
- Lekartow → Mettich
- Markowitz → Markdorf
- Mosurau → Mosern
- Niedane → Oderfurt
- Owschütz → Habergrund
- Pawlau → Paulsgrund
- Ponientzütz → Rittersdorf
- Ruda → Rudweiler
- Rudnik → Herrenkirch
- Schammerwitz → Schammerau
- Schardzin → Hohenau
- Schichowitz → Oderbrück
- Schonowitz → Schondorf
- Schymotschütz → Simsforst
- Slawikau → Bergkirch
- Solarnia → Salzforst
- Stanitz → Standorf
- Stodoll → Hochlinden
- Sudoll → Trachkirch
- Tworkau → Tunskirch
- Woinowitz → Weihendorf
- Zabelkau → Schurgersdorf

## Persönlichkeiten
- Joseph von Eichendorff (1788–1857), deutscher Schriftsteller
- Cyprián Lelek (1812–1883), katholischer Priester
- Moritz Traube (1826–1894), deutscher Chemiker
- Adolf Baginsky (1843–1918), deutsch-jüdischer Kinderarzt
- Arnold Mendelssohn (1855–1933)
- Józef Rymer (1882–1922), polnischer Politiker
- Max Berek (1886–1949), deutscher Mineraloge
- Otto Bernert (1893–1918), deutscher Offizier
- Oswald Malura (1906–2003), deutscher Maler
- Claus Ogerman (1930–2016), deutsch-amerikanischer Komponist